# Међународни дан сарадње
Међународни дан сарадње, познат и као Међународни дан задруга и Међународни дан задругарства (енгл. International Co-operative Day), се обележава сваке прве суботе у јулу.

## Историјат
Међународни дан сарадње је први пут обележио Међународни савез задруга прве суботе у јулу 1923. године. Генерална скупштина Уједињених нација је 16. децембра 1992. резолуцијом 47/90 прогласила прву суботу у јулу Међународним даном сарадње, поводом стогодишњице Међународног савеза задруга. Од 1995. га обележавају Уједињене нације и задруге широм света. 
Сваке године се обележава са различитом темом:
- „Стогодишњица Међународног савеза задруга и наредних сто година међународне сарадње” 1995.[2]
- „Кооперативно предузеће: Оснаживање за одрживи развој усмерен на људе” 1996.[2]
- „Кооперативни допринос светској безбедности хране” 1997.[2]
- „Сарадња и глобализација привреде” 1998.[3]
- „Јавна политика и кооперативна сарадња” 1999.[4]
- „Сарадња и промоција запошљавања” 2000.[5]
- „Предност сарадње у трећем миленијуму” 2001.[6]
- „Друштво и задруге: Брига за заједницу” 2002.[7]
- „Задруге омогућавају развој!: Допринос задруга Миленијумским циљевима развоја Уједињених нација” 2003.[8]
- „Задруге за праведну глобализацију: Стварање могућности за све” 2004.[9][10]
- „Микрофинансирање је НАШ посао! Сарадња из сиромаштва” 2005.[11]
- „Изградња мира кроз сарадњу” 2006.[12]
- „Кооперативне вредности и принципи за корпоративну друштвену одговорност” 2007.[13]
- „Суочавање са климатским променама кроз кооперативно предузеће” 2008.[14][15]
- „Потицање опоравка кроз кооперативно предузеће” 2009.[16]
- „Кооперативно предузеће оснажује жене” 2010.[17]
- „Млади, будућност задружног предузећа” 2011.
- „Задружна предузећа граде бољи свет” 2012.
- „Задружно предузеће остаје снажно у време кризе” 2013.
- „Задружна предузећа постижу одрживи развој за све” 2014.
- „Бирајте сарадњу, бирајте равноправност” 2015.
- „Сарадња: Моћ деловања за одрживу будућност” 2016.
- „Сарадња осигурава да нико не буде остављен” 2017.
- „Одржива потрошња и производња” 2018.
- COOPS 4 DECENT WORK 2019.[18]
- „Задруге за климатску акцију” 2020.[19]
- „Обновите боље заједно” 2021.[20]
- „Сарадња гради бољи свет” 2022.
- „Задруге за одрживи развој” 2023.